# Дубоз (Тимиш)
Дубоз (рум. Duboz) насеље је у Румунији у округу Тимиш у општини Ницкидорф. Oпштина се налази на надморској висини од 116 m.

## Прошлост
По "Румунској енциклопедији" помиње се насеље 1333. године. Између 1399. године до почетка 16. века местом господари племићка породица "де Дубоз". Стара православна црква дрвена је грађена 1735. године.
Аустријски царски ревизор Ерлер је 1774. године констатовао да се место "Дубос" налази у Тамишком округу, Чаковачког дистрикта. Становништво је било претежно влашко. Када је 1797. године пописан православни клир ту у "Дубосу" су три свештена лица. Пароси, поп Мартин Јаношевић (рукоп. 1765), поп Петар Јовановић (1780) и ђакон Георгије Поповић говоре само румунским језиком.

## Становништво
Према подацима из 2002. године у насељу је живело 245 становника, од којих су сви румунске националности.